# Дитмар фон Суплингенбург
Дитмар фон Суплинбург (на немски: Dietmar; Thietmar von Süpplingenburg; † 1093) е граф на Суплинбург, епископ на Халберщат (от 1 февруари 1089 до 16 февруари 1089). Той е чичо на император Лотар III, от 8 юни 1133 г. император на Свещената Римска империя.

## Произход
Той е син на граф Бернхард фон Суплинбург († пр. 1069) и съпругата му Ида фон Кверфурт, графиня в Нордтюрингенгау, дъщеря на граф Гебхард I фон Кверфурт († ок. 1017) и съпругата му фон Ветин, дъщеря на граф Бурхард IV в Хасегау († 982) и Емма фон Мерзебург (* 942). Брат е на Гебхард фон Суплинбург († 9 юни 1075, битка при Хомбург на Унструт), 1052 граф в Харцгау, баща на император Лотар III (1075 – 1137).